# 圣尼古拉迪佩莱姆
圣尼古拉迪佩莱姆（法語：Saint-Nicolas-du-Pélem，法語發音：[sɛ̃ nikɔla dy pelɛm]）是法国阿摩尔滨海省的一个市镇，位于该省西南部，属于甘冈区。

## 地理
圣尼古拉迪佩莱姆（48°18'47"N, 3°9'52"W）面积41.04 平方千米，位于法国布列塔尼大區阿摩尔滨海省，该省份为法国西北部沿海省份，位于布列塔尼半岛北部，北濒大西洋英吉利海峡，西接菲尼斯泰尔省，南至莫尔比昂省，东临伊勒-维莱讷省。
与圣尼古拉迪佩莱姆接壤的市镇（或旧市镇、城区）包括：凯尔佩尔、卡尼于埃勒、朗里万、普卢内韦坎坦、圣特雷菲娜、圣伊若。

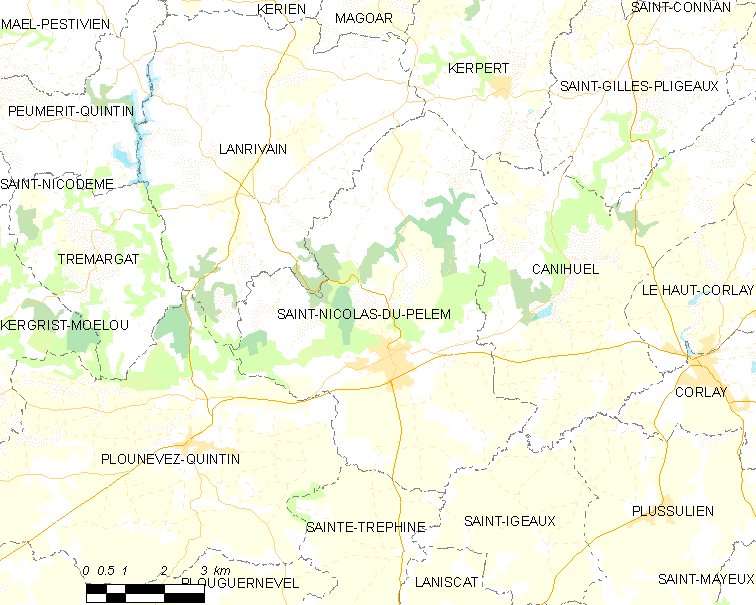
圣尼古拉迪佩莱姆的OSM定位图

圣尼古拉迪佩莱姆的时区为UTC+01:00、UTC+02:00（夏令时）。

## 行政
圣尼古拉迪佩莱姆的邮政编码为22480，INSEE市镇编码为22321。

## 政治
圣尼古拉迪佩莱姆所属的省级选区为罗斯特勒南县。

## 人口

1962-2008年间圣尼古拉迪佩莱姆人口变化图示

圣尼古拉迪佩莱姆于2022年1月1日时的人口数量为1536人。